# Grenadas damlandslag i fotboll
Grenadas damlandslag i fotboll representerar Grenada i fotboll på damsidan. Dess förbund är Grenada Football Association.